# مويلحة السفلى (إيران)
مويلحة السفلى (بالفارسية: مويلحه سفلي)، قرية في منطقة أزاده الريفية، منطقة مشراغة، مقاطعة خلف أباد، محافظة خوزستان، إيران. بلغ عدد سكانها 334 نسمة في 59 عائلة حسب إحصاء السكان 2006.